# Agostino Chigi

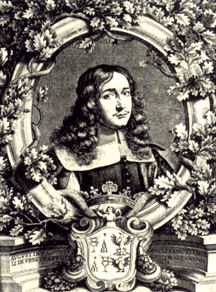
Agostino Chigi

Agostino Chigi (Siena, 28 augustus 1466 - Rome, 11 april 1520) was een Italiaanse bankier uit de adellijke familie Chigi. Hij financierde grote kunstenaars zoals Rafaël Santi en Pietro Aretino. Hij had ruim honderd kantoren van Caïro tot Londen en op zeker moment vormde de pauselijke tiara het onderpand voor zijn leningen. 